# Brorstrup Kirke
Brorstrup Kirke ligger i landsbyen Brorstrup, ca. 10 km sydøst for Aars og er en romansk kirke fra 1200-tallet.

## Eksterne kilder og henvisninger
- Wikimedia Commons har flere filer relateret til Brorstrup Kirke
- Kirkens beskrivelse i Trap – Kongeriget Danmark, 3. Udgave 4. Bind, s. 504 hos Projekt Runeberg
- Brorstrup Kirke Arkiveret 31. januar 2011 hos  Wayback Machine hos nordenskirker.dk
- Brorstrup Kirke hos KortTilKirken.dk